# Saccopteryx leptura
Saccopteryx leptura — є одним з видів мішкокрилих кажанів родини Emballonuridae.

## Поширення
Країни поширення: Беліз, Болівія, Бразилія, Колумбія, Коста-Рика, Еквадор, Сальвадор, Французька Гвіана, Гватемала, Гаяна, Гондурас, Мексика, Нікарагуа, Панама, Перу, Суринам, Тринідад і Тобаго, Венесуела. Мешкає у вологих вічнозелених лісах. Утворює групи від одного до дев'яти кажанів. Полює протягом ночі в повітрі на малих і крихітних комах, у тому числі на молі. 

## Загрози та охорона
Вирубка лісів являє собою загрозу.